# Cygnus CRS Orb-3
Cygnus CRS Orb-3 även känd som Orbital-3, var den fjärde flygningen av företaget Orbital Sciences Corporation rymdfarkost Cygnus, den skulle leverera förnödenheter, syre och vatten till den Internationella rymdstationen (ISS). Farkosten var uppkallad efter den avlidne astronauten, Deke Slayton.
Uppskjutningen gjordes med en Antaresraket den 13 juli 2014. Ungefär 15 sekunder efter start tappade Antares-raketen kraft och föll tillbaka mot marken och exploderade.

### Fotnoter
1. ↑  Manned Astronautics - Figures & Facts Arkiverad 5 oktober 2015 hämtat från the Wayback Machine., läst 28 juli 2016.
2. ↑  ”ISS Commercial Resupply Services Mission (Orb-3)” (på engelska). Orbital. 22 oktober 2014. Arkiverad från originalet den 25 oktober 2014. https://web.archive.org/web/20141025024734/https://www.orbital.com/NewsInfo/MissionUpdates/Orb-3/default.aspx. Läst 20 april 2022.